# Appleknockers Flophouse (album)
Appleknockers Flophouse is het vijfde studioalbum van de Nederlandse bluesband Cuby + Blizzards. De titeltrack is ook op single uitgekomen en is een van de meest succesvolle nummers van de band. 

## Muzikanten
De groep heeft met veel bezettingswisselingen te kampen gehad. De vaste kern bestond uit Harry (Cuby) Muskee en Eelco Gelling. De andere drie leden ten tijde van dit album hebben eerder gespeeld in de formatie Blues Dimension uit Zwolle. 
- Harry Muskee (zang en mondharmonica)
- Eelco Gelling (akoestische en elektrische gitaar)
- Herman Deinum (bas)
- Helmig van der Vegt (piano en orgel)
- Hans la Faille (drums)

## Muziek
Het album Appleknockers Flophouse is opgenomen in 1969 en bevat meest zelf geschreven nummers en een paar covers van bekende, internationale bluesartiesten. De band speelt niet alleen bluesmuziek maar ook wat steviger rock, zoals Midnight mover. De gitarist en pianist spelen regelmatig solo's op dit album. Gelling speelt vooral op de elektrische gitaar, maar zo nu en dan speelt hij ook een akoestische solo. Black snake wordt helemaal gespeeld met akoestische gitaar, daarbij speelt Harry Muskee op mondharmonica. Help me is een jazz-achtig nummer, met een bassolo van Herman Deinum.
| Nr. | Titel                                                       | Duur |
| --- | ----------------------------------------------------------- | ---- |
| 1.  | Appleknockers flophouse (Harry “Cuby” Muskee/Eelco Gelling) | 2:29 |
| 2.  | Unknown boy (Eelco Gelling/Harry “Cuby” Muskee)             | 6:46 |
| 3.  | Help me (Sonny Boy Williamson/Ralph Bass)                   | 5:35 |

| Nr. | Titel                                           | Duur |
| --- | ----------------------------------------------- | ---- |
| 1.  | Go down sunshine (Alexis Korner)                | 7:02 |
| 2.  | Disappointed Blues (Harry Muskee/Eelco Gelling) | 3:21 |
| 3.  | Midnight mover (Harry Muskee/Eelco Gelling)     | 2:36 |
| 4.  | Black Snake (John Lee Hooker)                   | 4:20 |

## Album
De plaat is opgenomen in GTB Studio's in Den Haag en geproduceerd door Cuby + Blizzards in samenwerking met Anton Witkamp, die indertijd labelmanager was bij Phonogram Records. Geluidstechnicus was Erik Bakker. Op een latere versie, uitgebracht in 2002 door Universal Music, staan vier bonustracks: 
- Cheeckin’up on my baby (Sonny Boy Williamson)
- 116A Queensway (Harry “Cuby” Muskee en Eelco Gelling)
- Because of illness (Eelco Gelling)
- Wee wee baby (traditionel, met arrangement van Eelco Gelling).

Een appleknocker is eigenlijk een soort boerenkinkel. Flophouse betekent zoiets als een goedkope overnachtingsplaats. De titel Appleknockers Flophouse is een vrije vertaling voor het boerderijtje in het Drentse dorpje Grolloo waar Harry Muskee woonde en de bandleden regelmatig verbleven.
Voor de albumhoes werd een aantal boeren uit het dorpje Wezup uitgenodigd in het lokale huiskamercafé van Willem Perkaan, die zich samen met de bandleden een stevig stuk in de kraag dronken, waarna er een stripteaseuze  op de stamtafel haar show opvoerde. Toen de volgende dag bleek dat er foto's en een film waren gemaakt van deze show, gaven de boeren geen toestemming voor publicatie. Vandaar dat op de hoes alleen de bandleden te zien zijn.

## Ontvangst
Het album heeft een week in de Album top 100 gestaan op nummer 20. De gelijknamige single met op de B-side Because of illness heeft negen weken in de Nederlandse Top 40 gestaan, met als hoogste notering een twaalfde plek. De plaat staat vrijwel ieder jaar in de Radio 2 Top 2000, in 2017 op nummer 1142.
Achtergrond
Het ontstaan van het nummer Appleknocker Flophouse is gestimuleerd doordat Barry Hay [Golden Earing] kritiek uitte op de uitspraak van het Engels van Harry Muskee, die daarop dit ontwikkelde.